# Lương Thu Trang
Lương Thu Trang (sinh ngày 19 tháng 5 năm 1990) là một nữ diễn viên người Việt Nam. Xuất thân ban đầu là diễn viên kịch, Thu Trang lấn sân sang lĩnh vực phim truyền hình và thành công với một số vai diễn trong những bộ phim như Những cô gái trong thành phố, Hướng dương ngược nắng và Trạm cứu hộ trái tim.

## Tiểu sử
— Lương Thu Trang
Lương Thu Trang sinh ngày 19 tháng 5 năm 1990, tại Tuyên Quang, trong gia đình không theo nghệ thuật nhưng bố mẹ luôn ủng hộ cô theo đuổi nghệ thuật. Từng tốt nghiệp diễn viên loại Giỏi của trường Cao Đẳng Nghệ Thuật Hà Nội, cô đầu quân vào Nhà hát Tuổi Trẻ và chuyên đóng chính kịch với các vai đào thương.
Năm 2018, Thu Trang chuyển hướng sang đóng phim truyền hình và được chú ý với khán giả qua một số vai diễn như Cúc trong Những cô gái trong thành phố và Hòa trong phim Mùa xuân ở lại. Năm 2020, cô gây ấn tượng qua vai diễn Minh trong Hướng dương ngược nắng và giúp cô có mặt trong đề cử Ấn tượng VTV. Năm 2021, Lương Thu Trang vào vai Hoa, một nữ nhà văn trinh thám trong phim Mặt nạ gương. Năm 2022, cô vào vai Lam, người yêu của đại úy Vũ (do Thanh Sơn thủ vai) trong phim Đấu trí.

## Đời tư
Lương Thu Trang đã ly hôn và có 1 con trai.

## Danh sách phim
| Năm  | Tựa phim                         | Kênh          | Vai diễn        | Đạo diễn                                       | Ct.                  |
| ---- | -------------------------------- | ------------- | --------------- | ---------------------------------------------- | -------------------- |
| 2018 | Những cô gái trong thành phố     | VTV3          | Cúc             | Vũ Trường Khoa                                 | [ 11 ] [ 12 ] [ 13 ] |
| 2019 | Những nhân viên gương mẫu        | VTV1          | Liên            | Vũ Trường Khoa – Lê Mạnh                       | [ 14 ] [ 15 ] [ 16 ] |
| 2020 | Mùa xuân ở lại                   | VTV1          | Hòa             | Nguyễn Danh Dũng                               | [ 17 ] [ 18 ] [ 19 ] |
| 2020 | Hướng dương ngược nắng           | VTV3          | Cao Dương Minh  | Vũ Trường Khoa                                 | [ 20 ] [ 21 ] [ 22 ] |
| 2021 | Mặt nạ gương                     | VTV3          | Nguyễn Ngọc Hoa | Bùi Quốc Việt                                  | [ 23 ] [ 24 ] [ 25 ] |
| 2022 | Đấu trí                          | VTV1          | Lam             | Nguyễn Danh Dũng Bùi Quốc Việt Nguyễn Đức Hiếu | [ 9 ]                |
| 2023 | Gia đình mình vui bất thình lình | VTV3          | Hà Lan          | Nguyễn Đức Hiếu – Lê Đỗ Ngọc Linh              | [ 26 ]               |
| 2023 | Tình trạng: Đã ly hôn            | HTV7, Netflix | Thanh Như       | Nguyễn Đức Nhật Thanh                          | [ 27 ]               |
| 2024 | Trạm cứu hộ trái tim             | VTV3          | Lương An Nhiên  | Vũ Trường Khoa                                 | [ a ]                |
| 2025 | Cha tôi người ở lại              | VTV3          | Tuệ Minh        | Vũ Trường Khoa                                 | [ 30 ]               |
| 2025 | Dịu dàng màu nắng                | VTV1          | Hoàng Lan Anh   | Bùi Quốc Việt                                  | [ 31 ]               |

## Giải thưởng
| Giải thưởng    | Năm  | Hạng mục                    | Tác phẩm               | Kết quả   | Ct.                  |
| -------------- | ---- | --------------------------- | ---------------------- | --------- | -------------------- |
| Ấn tượng VTV   | 2021 | Nữ diễn viên ấn tượng       | Hướng dương ngược nắng | Đề cử     | [ 32 ] [ 33 ] [ 34 ] |
| Giải Cánh diều | 2021 | Nữ diễn viên chính xuất sắc | Hướng dương ngược nắng | Đoạt giải | [ 35 ] [ 36 ]        |
| Ấn tượng VTV   | 2025 | Nữ diễn viên ấn tượng       | Trạm cứu hộ trái tim   | Đề cử     | [ 37 ]               |